# Michael Bubik
Michael Bubik (* 1960 in Klagenfurt) ist ein österreichischer Theologe, evangelischer Pfarrer i. E. und Betriebswirt.

## Werdegang
Nach seiner schulischen Ausbildung an der Theresianischen Akademie in Wien studierte er Betriebswirtschaft an der Wirtschaftsuniversität Wien und Evangelische Theologie in Wien, Tübingen und São Leopoldo. Seit 1980 ist die Historikerin Claudia Andrea Spring seine Lebenspartnerin.
1985 begann er bei der Diakonie, wo er in verschiedenen Bereichen tätig war, darunter Obdachlosenbetreuung und Flüchtlingsarbeit. Er war maßgeblich an der Gründung des Evangelischen Flüchtlingsdienstes und der Durchführung der „Aktion mobiles Notquartier“ beteiligt. 1990 gründete er den österreichischen Förderkreis von Oikocredit mit, einer Entwicklungsgenossenschaft, und ist über Jahre hinweg Mitglied des Vorstands (1990–1996, 2011–2020).
1996 wurde er Geschäftsführer des Evangelischen Flüchtlingsdienstes und 2000 Geschäftsführer des Evangelischen Hilfswerks, sowie 2006 Geschäftsführer des Evangelischen Schulwerks A.B. in Wien. Ab 2009 leitete er als Geschäftsführer die neugegründete Diakonie Eine Welt, als einen der großen diakonischen Träger in Österreich. Nach 38 Jahren im Dienst der Diakonie in Österreich legte er 2023 seine Position als Geschäftsführer der Diakonie Eine Welt nieder. Zu diesem Zeitpunkt arbeiten 1958 haupt- und ehrenamtlichen Mitarbeiterinnen und Mitarbeiter in der Diakonie Eine Welt.
Bubik war in verschiedenen kirchlichen und diakonischen Gremien auf europäischer Ebene tätig. 2012 wurde er mit dem Goldenen Verdienstzeichen der Stadt Wien ausgezeichnet.

## Auszeichnungen
- 2012: Goldenes Verdienstzeichen des Landes Wien

## Publikationen
- Joop Koopmans: Das Leben umarmen, hrsg. und redigiert von Uwe Bolius und Michael Bubik, Verlag St. Gabriel, Mödling, 1990.
- Uwe Bolius, Michael Bubik: Wie der Wald zur Wüste wird, in: Regenwald. Kahlschlag und Widerstand, Universitätsverlag, Wien, 1991, S. 61–68.
- „Mir wurscht?“ – Lobbying für Entwicklungszusammenarbeit in Österreich, in: Jahrbuch für politische Beratung 2014/15, hrsg. v. Thomas Köhler und Christian Mertens, edition mezzogiorno, Wien, 2015, S. 344–356.